# Rob Bianchi

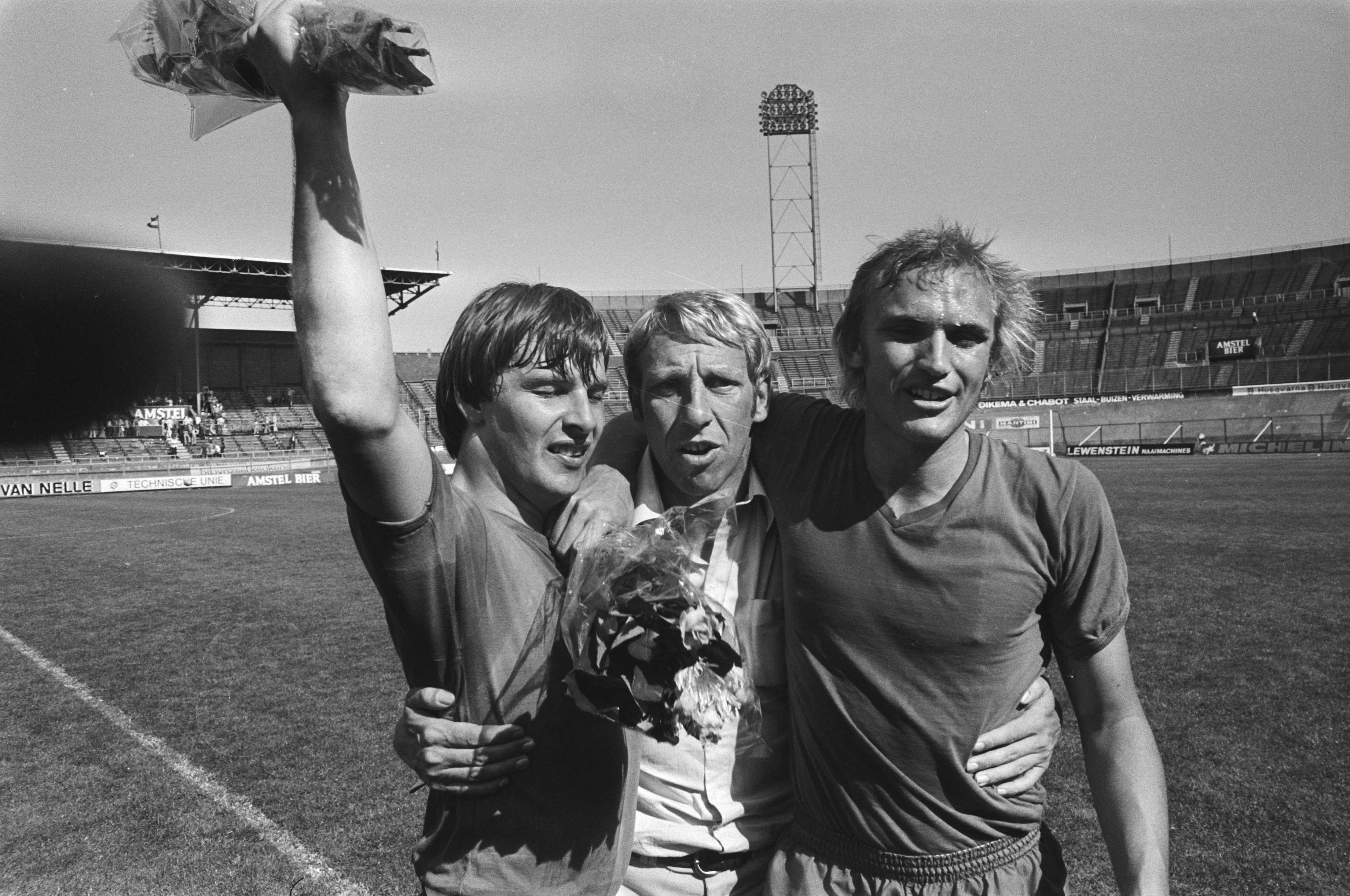
Rob Bianchi (rechts) in 1976

Robert Olaf (Rob) Bianchi (Amsterdam, 6 maart 1948) is een voormalig Nederlands voetballer. Rob Bianchi werd na zijn loopbaan als voetballer en trainer bekend door als eerste profvoetballer werkzaam te worden in het Nederlands hockey. Hij werkte ook 36 jaar als gymnastiekleraar op de middelbare school het Bredero College in Amsterdam-Noord.

## Voetbalcarrière
Rob Bianchi speelde in de jeugd van de Amsterdamse club DWS, waar hij in het seizoen 1968-1969 ook zijn debuut maakte in de Eredivisie. De verdediger speelde vier seizoenen voor DWS.
Vanaf 1973 kwam hij uit voor FC Amsterdam, de fusieclub waarin DWS was opgegaan. Hoogtepunt voor Bianchi en FC Amsterdam in die periode was het bereiken van de kwartfinale van de UEFA Cup in het seizoen 1974/75, door onder meer Internazionale uit Milaan uit te schakelen. De wedstrijd in Milaan werd met 2-1 gewonnen.
Hierna ging het langzaam bergafwaarts met de hoofdstedelingen en na de degradatie naar de eerste divisie in 1978 zette Bianchi een punt achter zijn voetbalcarrière.

## Coach
Bianchi was eerst coach in het (amateur)voetbal, onder meer bij SV Huizen, JOS Watergraafsmeer, AFC Amsterdam en VVSB voor hij naar het hockey overstapte. Hij was bondscoach van de Nederlandse hockeyploeg (mannen) in 1990-1991 en clubcoach bij de dames van HC Kampong. Hij was assistent van Marc Lammers bij de Nederlandse hockeyploeg (vrouwen).